# Hepatite D

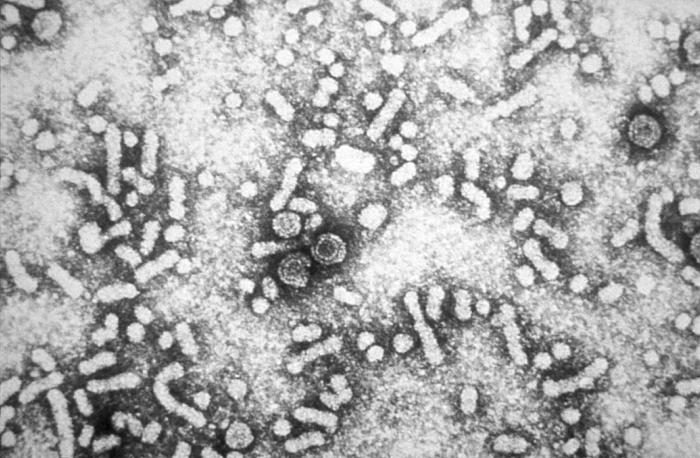
O vírus da hepatite D é incompleto e precisa do antígeno de superfície HBsAg para se replicar.

Hepatite D ou Hepatite delta, é uma doença viral caracterizada por reação inflamatória no fígado, esse vírus é considerado um vírus satélite ou seja ele não é autônomo e depende da presença do vírus da hepatite B para infectar uma pessoa.

## Causa
O agente delta é um RNA-vírus "incompleto" (um dos menores vírus RNA animais, tão pequeno que é incapaz de produzir seu próprio envelope protéico e de infectar uma pessoa), constituído de uma fita incompleta de RNA. Ele é deficiente em quase todas as proteínas necessárias à replicação e só pode multiplicar-se em células já infectadas pelo vírus da hepatite B, utilizando as enzimas codificadas por ele além dos recursos da célula humana. 
O HDV é um vírus com 35 nanômetros e um genoma de RNA circular minúsculo (apenas 1700 bases) de sentido negativo. Codifica apenas duas proteínas e usa a proteína HBs no seu envelope. Uma curiosidade interessante sobre o vírus é que o próprio genoma de RNA funciona como uma enzima não proteica (é uma ribozima) e cliva os seus próprios produtos transcritos.
É assim um vírus que parasita outro vírus, o qual parasita a célula humana. Mas os maiores danos são causados não à replicação do HBV mas às células humanas. A infecção do doente crónico com Hepatite B do HDV piora o prognóstico significativamente.

## Progressão e sintomas
A infecção pode ocorrer como co-infecção (simultaneamente com o vírus da hepatite B) ou como uma forma de superinfecção (portador crônico da hepatite B que então se infecta com o vírus da hepatite D), essa última de pior prognóstico, podendo ser severa com hepatite fulminante. Geralmente encontrado em pacientes portadores do vírus HIV e está mais relacionado à cronificação da hepatite e também à hepatocarcinoma(câncer). Causa inchaço (edema) abdominal, pele amarelada, náusea e sangramentos. Pode causar sintomas neurológicos como tremores, alteração de consciência e coma.
Na fase aguda da infecção ocorre esteatose microvesicular e necrose granulomatosa eosinofílica por ação citotóxica direta do vírus e a atividade necroinflamatória costuma ser severa.

### Diagnóstico
Pesquisa sorológica do antígeno delta e anti-delta (IgM para infecções agudas ou crônicas ativas e IgG para as crônicas - o anticorpo IgG não é protetor) e HDV-RNA.

## Transmissão
As mesmas da hepatite B. Transmitida pelo sangue durante sexo sem camisinha, durante o parto, em compartilhamento de seringas ou por sangue não tratado em transfusões. Também pode ser transmitida pelo compartilhamento de objetos de higiene pessoal (lâminas de barbear e depilar, escovas de dente, alicates de unha ou outros objetos que furam ou cortam) ou ao fazer tatuagem, seja esterilizada. 

## Prevenção
Uso de preservativo em todas as relações sexuais. 
Vacina contra hepatite B em três doses.
Não compartilhar agulhas e outras medidas de biossegurança.

## Febre negra de Lábrea
Lábrea é uma cidade da Amazônia que teve um surto de hepatite D. A febre negra de Lábrea é uma hepatite viral que rapidamente causa cirrose, portanto tem alta letalidade.
As células gorduras aumentam no fígado que sofre necrose extensa e difusa, com a presença de corpúsculos hialinos do tipo Councilman e substituição das células hepáticas (hepatócitos) por glóbulos brancos(linfócitos, plasmócitos e histiócitos) e extensas áreas hemorrágicas.